# Amarante (Portugal)
Pour les articles homonymes, voir Amarante.
Amarante est une ville et municipalité portugaise du district de Porto. Cette ville est jumelée avec Achères ainsi qu'avec Châteauneuf-sur-Loire.

## Géographie
Amarante est limitrophe :
- au Nord, de Celorico de Basto,
- au Nord-Est, de Mondim de Basto,
- à l'Est, de Vila Real et de Santa Marta de Penaguião,
- au Sud, de Baião (Portugal), Marco de Canaveses et Penafiel,
- à l'Ouest, de Lousada,
- au Nord-Ouest, de Felgueiras.

## Démographie
| 1801  | 1849   | 1900   | 1930   | 1960   | 1981   | 1991   | 2001   | 2011   |
| ----- | ------ | ------ | ------ | ------ | ------ | ------ | ------ | ------ |
| 1 416 | 15 918 | 32 931 | 37 796 | 47 823 | 54 159 | 56 092 | 59 638 | 56 264 |

## Subdivisions
Paroisses de Amarante (Freguesias):
| - Aboadela - Aboim - Ansiães - Ataíde - Bustelo - Canadelo - Candemil - Carneiro - Carvalho de Rei - Cepelos (Amarante) - Chapa - Fregim (pt) - Freixo de Baixo - Freixo de Cima | - Fridão - Gatão - Gondar - Jazente - Lomba - Louredo - Lufrei - Madalena (Amarante) - Mancelos - Oliveira - Olo - Padronelo - Real - Rebordelo | - Salvador do Monte - Sanche - Santa Cristina de Figueiró - Santiago de Figueiró - São Gonçalo (Amarante) - São Simão de Gouveia - Telões - Travanca - Várzea - Vila Caiz - Vila Chã do Marão, anteriormente Vila Chão do Marão - Vila Garcia |

## Monuments

### Église et monastère de São Gonçalo
L'église fut érigée en 1540, l'intérieur fut modifié au cours du XVIIIe siècle, et abrite un mobilier baroque en bois doré, et également un buffet d'orgue datant du début du XVIIe siècle. Dans la chapelle à gauche du chœur, se trouve le tombeau à gisant polychrome de são Gonçalo.
Il est possible lorsque l'on rentre dans le cloître du couvent d'accéder sur le toit du monastère, on y trouve une vue imprenable sur la ville.

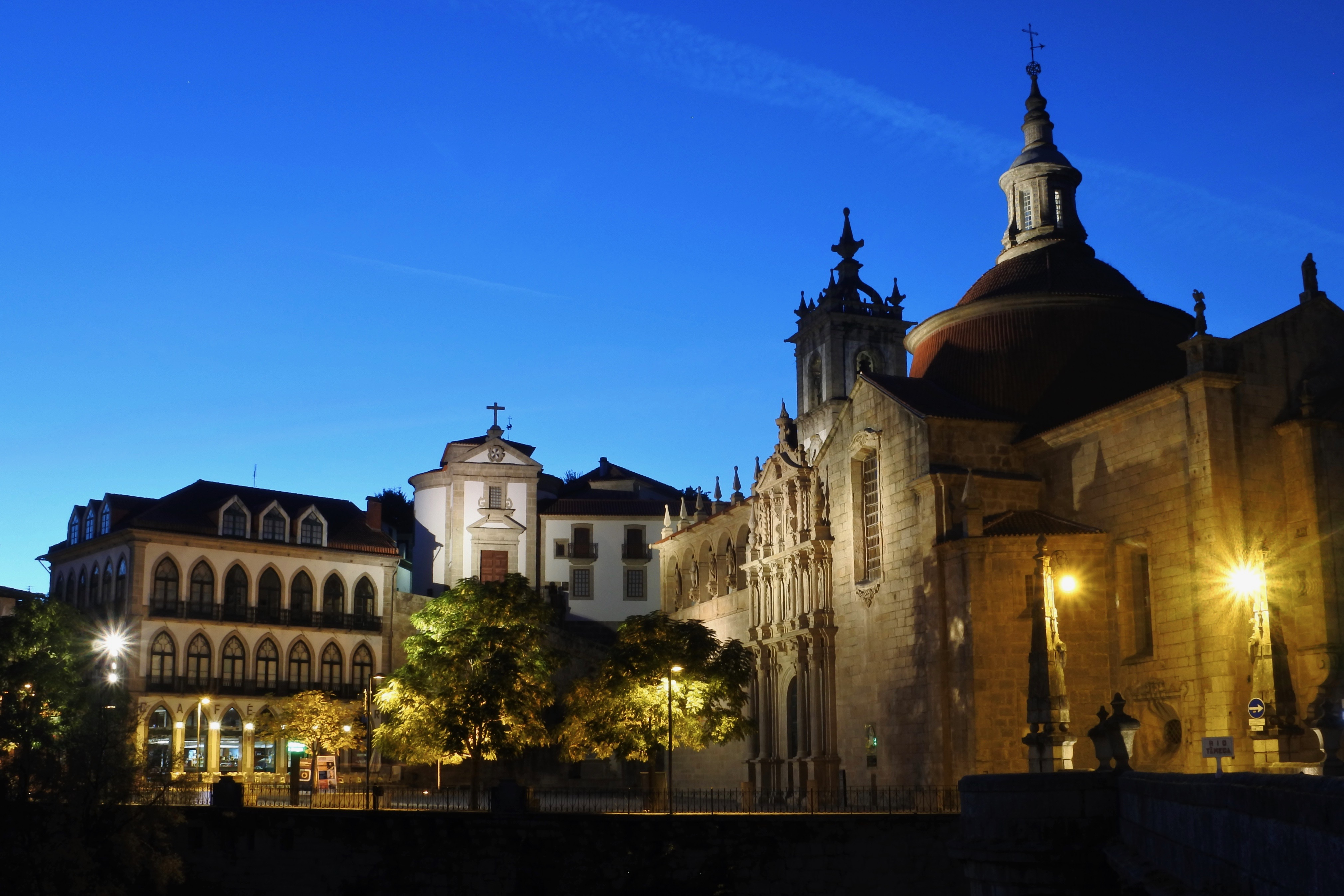
La place de la République avec l'église et le couvent Saint-Gonzalde (pt) (São Gonçalo).
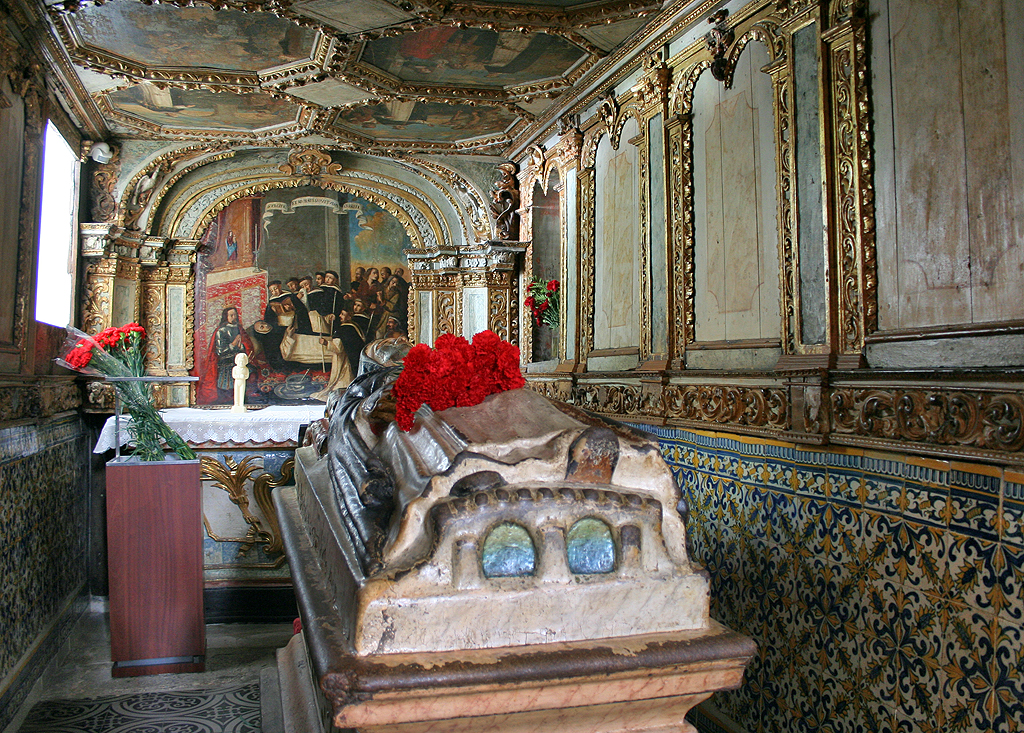
La tombe de saint Gonzalve.
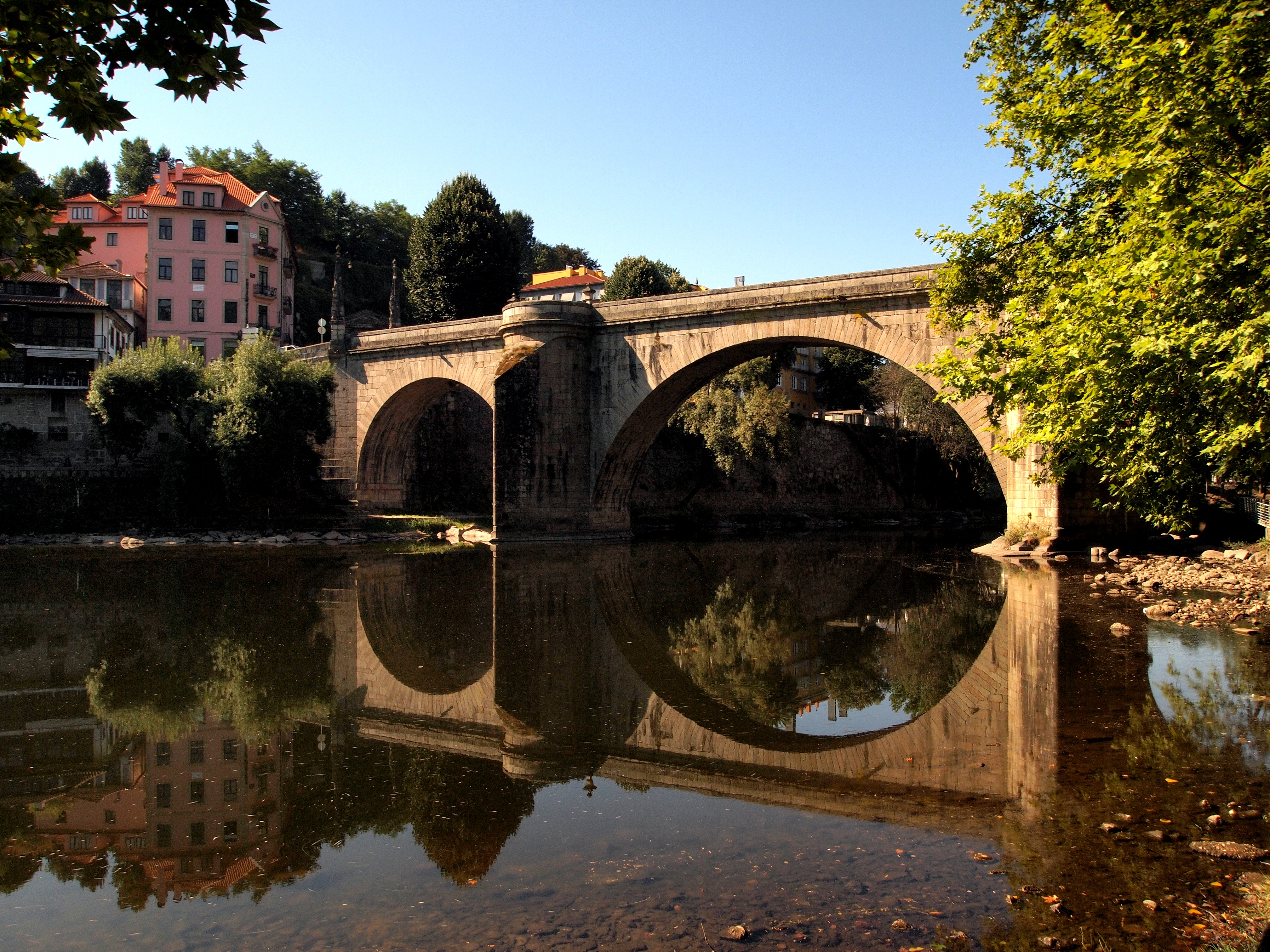
Le pont São Gonçalo, voulu par saint Gonzalve, et lieu historique d'une bataille napoléonienne.

### Pont São Gonçalo
Ce pont fut construit à la fin du XVIIIe siècle sur la Tâmega, il est en pierres de granit. Il fut l'un des lieux de la deuxième invasion napoléonienne au Portugal avec la fameuse bataille pour la défense du pont d'Amarante. Sur l'un des quatre obélisques (2x2) gardant chaque entrée du pont, se trouve sur sa rive droite, une plaque commémorative rappelant les combats du 18 avril au 2 mai 1809, qui opposèrent les troupes du général Silveira aux troupes napoléoniennes du général Loison.

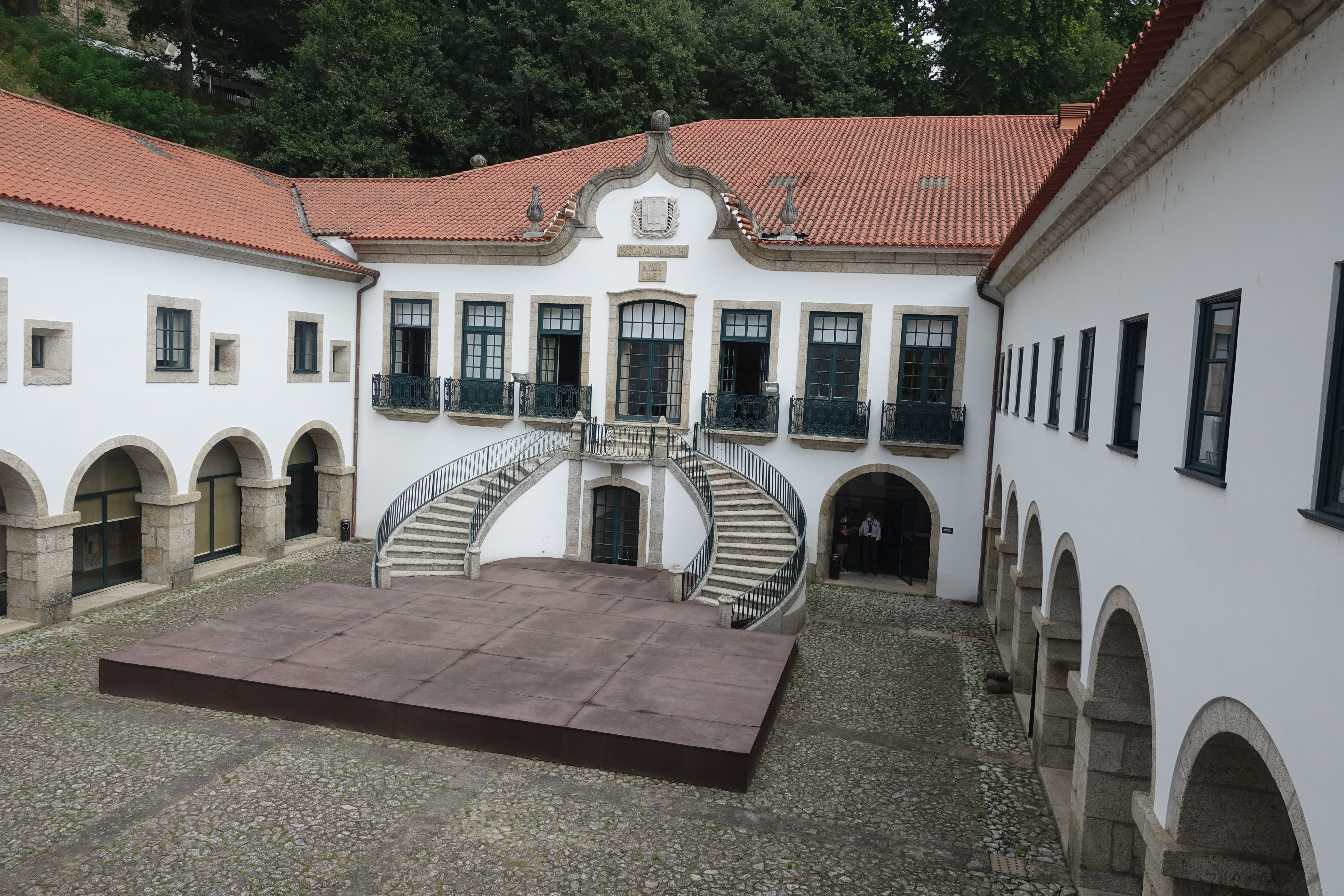
Hôtel de ville et musée d'Amarante.

### Hôtel de ville et musée
Il occupe des anciens bâtiments conventuels.
Au 1er étage se trouve un petit musée regroupant des vestiges archéologiques découverts lors de fouilles, et une galerie de toiles peintes par d'Amadeo de Souza-Cardoso (1887-1918) : peintre cubiste né à proximité d'Amarante.

### Commanderie hospitalière de Santa Maria de Fregim
La paroisse de Fregim et son église sous le vocable de Sainte-Marie étaient une commanderie de l'ordre de Saint-Jean de Jérusalem.

## Fêtes et Cérémonies
- Le premier samedi de juin, a lieu une fête en l'honneur de São Gonçalo.
- La "Festa do emigrante", organisée en Août, elle permet de rassembler résidants et émigrants.

## Personnalités liées à la ville
- Gonzalve d'Amarante (1187-1259), bienheureux ermite et prêtre.
- António Carneiro (1872-1930), peintre.
- Teixeira de Pascoaes (1877-1952), poète et écrivain.
- Amadeo de Souza-Cardoso (1887-1918), peintre cubiste.

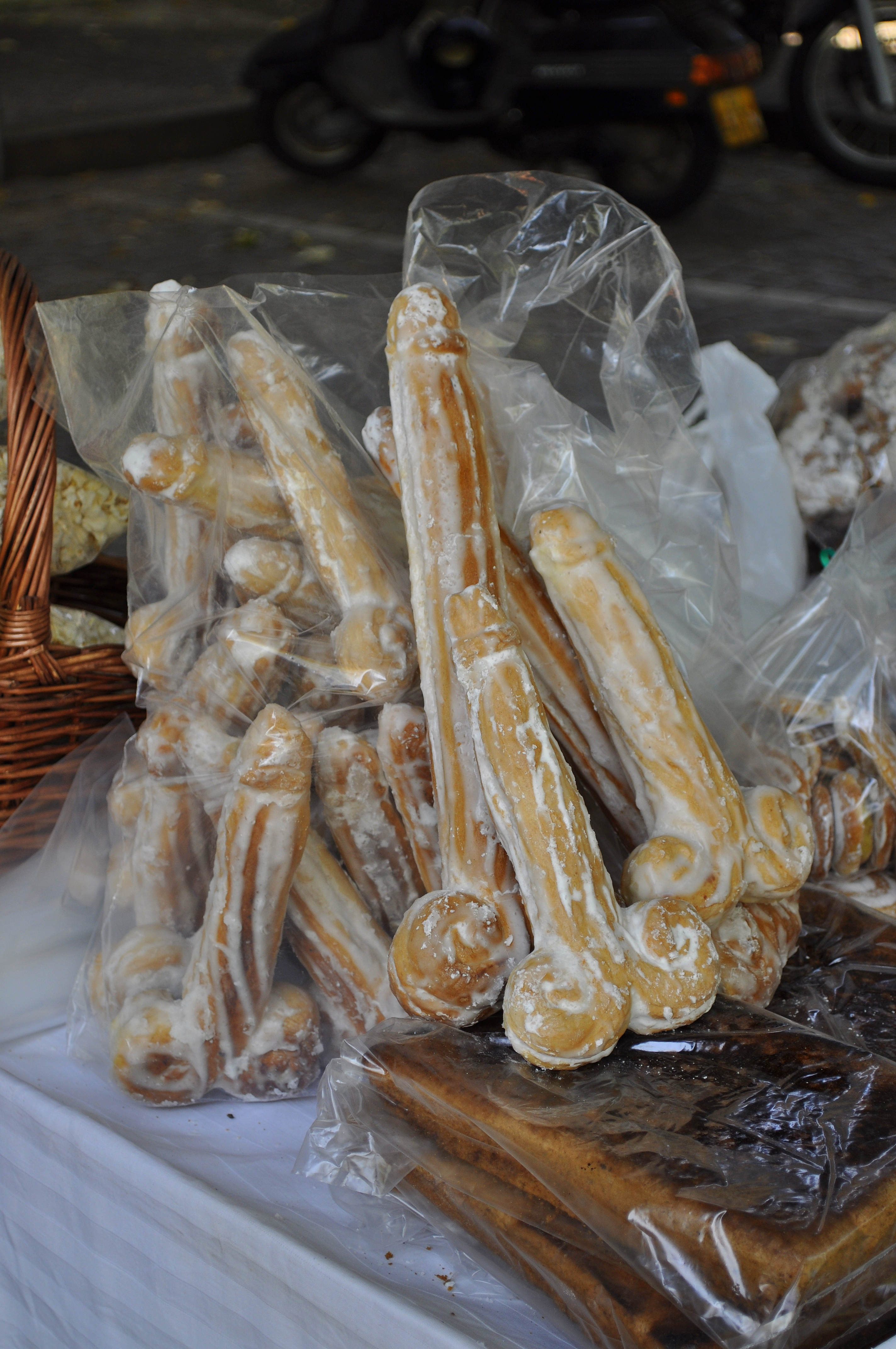
Bolos de São Gonçalo.

- Agostina Bessa-Luis, poète.
- António Taí, footballeur.
- Nuno Gomes, footballeur.
- Ricardo Carvalho, footballeur.

## Spécialités culinaires
- La ville d'Amarante est fameuse pour ses spécialités culinaires, tels que les jambons secs fumés, sa charcuterie et son vinho verde et doux.
- Ses pâtisseries : Papos de Anjo, Brisas do Tâmega, Toucinho do Céu, Bolos de São Gonçalo, Galhofas.